# Баженовка (Нижегородская область)
Баже́новка — деревня в составе Верхнеталызинского сельсовета Сеченовского района Нижегородской области.
Деревня располагается на правом берегу реки Пьяны.

## Население
| 2002 | 2010 |
| ---- | ---- |
| 68   | ↘32  |